# Kruiswegpark (Roermond)
Het Kruiswegpark is een processiepark bij de Kapel in 't Zand in Roermond.

## Beschrijving
Het park ligt ten zuiden van het Redemptoristenklooster op een driehoekig perceel ingeklemd tussen de Parklaan en de Pastoor Peutestraat in de wijk Kapel in 't Zand. Door het park loopt een smal kronkelpad, dat leidt langs 14 kalkstenen kruiswegstaties, waarvan de 12e, de kruisiging van Christus, verwerkt is in een Calvarieberg. Deze fungeert als afsluiting van een grote openluchtkerk, die plaats biedt aan 10 tot 12 duizend personen. Door het park loopt ook een bredere processieweg, die uitkomt in de openluchtkerk.

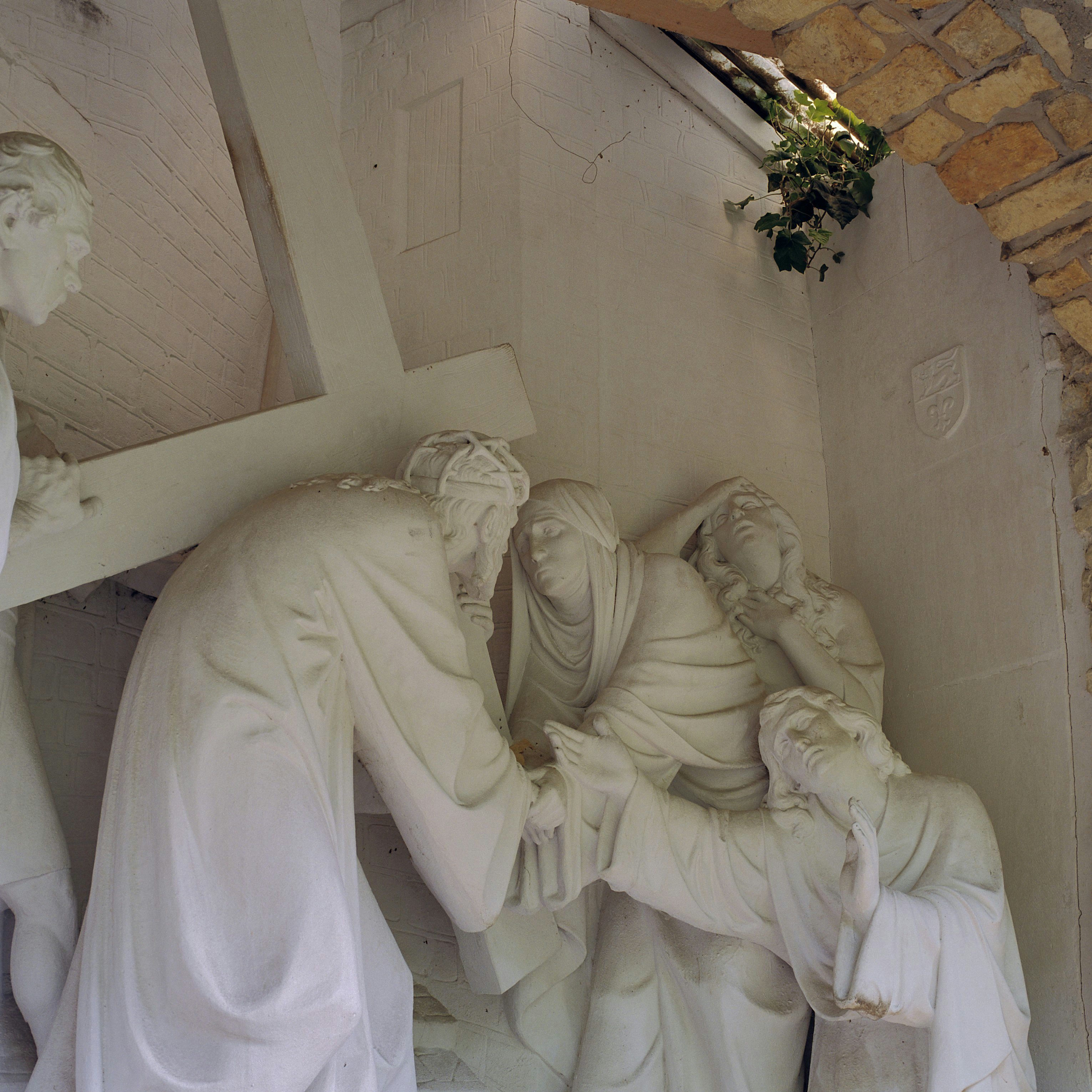
Detail van de 4e statie met rechtsboven het wapen van Roermond.

13 staties zijn gemaakt door de Roermondse beeldhouwer Karel Lücker (1882-1958). De 12e statie is gemaakt door Jean Geelen. Elke beeldengroep bevat als achtergrond een reliëf in perspectief. In deze reliëfs zijn één of meer wapens verwerkt, die verwijzen naar een plaats of familie die de betreffende statie financierde. De beeldengroepen zijn geplaatst in kapelletjes van Kunrader steen. Er zijn twee typen kapelletjes te onderscheiden: 'mannelijke', dat wil zeggen met een recht fronton, en 'vrouwelijke', met een gebogen fronton. Alle oneven staties bevatten een gebogen fronton en alle even staties en recht fronton.

## Geschiedenis
De Kapel in 't Zand is, vanwege het daar aanwezige genadebeeld van Onze Lieve Vrouwe in 't Zand, van oudsher een bekend bedevaartsoord. De Paters Redemptoristen, die zich in 1862 bij de kapel vestigden, hebben veel gedaan om deze bedevaarten te stimuleren. In steden waar ze een klooster hadden, zoals 's-Hertogenbosch, Roosendaal, Amsterdam en Rotterdam, richtten ze broederschappen op met als doel om jaarlijks op bedevaart naar Roermond te gaan. Ook uit de ruime omgeving van Roermond, vooral ook uit Duitsland, kwam jaarlijks een groot aantal pelgrims. Tijdens de Eerste Wereldoorlog viel het aantal Duitse pelgrims weg. Toen in 1918 deze weer terugkwamen, bleek dat de kapel tijdens het zomerseizoen te klein was geworden.
Rector Joannes Kronenberg kreeg toen het idee om een processiepark aan te leggen met een groot plein voor massabijeenkomsten in de buitenlucht, dat ‘een machtig aantrekkingspunt voor de wandelaars uit de stad en omgeving, voor de talrijke pelgrims en verdere bezoekers van onze bedevaartplaats is’. Mogelijk had Kronenberg het kruiswegpark van Moresnet in België voor ogen, dat grote overeenkomsten vertoont met dat in Roermond. Op 14 december 1918 werd Kronenburg opgevolgd door pater Wilhelmus Reiring. De paters hadden inmiddels al een stuk grond achter het klooster gekocht, het toenmalige Meggelkeskamp. Op 25 mei 1919 maakte Reiring vanaf zijn kansel de plannen bekend. Op 6 september 1919 meldde De Nieuwe Koerier dat in de processiegang ‘eene teekening van den aanleg van het Mariaplantsoen hangt’. Het ontwerp werd gemaakt door Pierre Cuypers, maar het werd als te duur gezien en op initiatief van Reiring sterk versoberd.

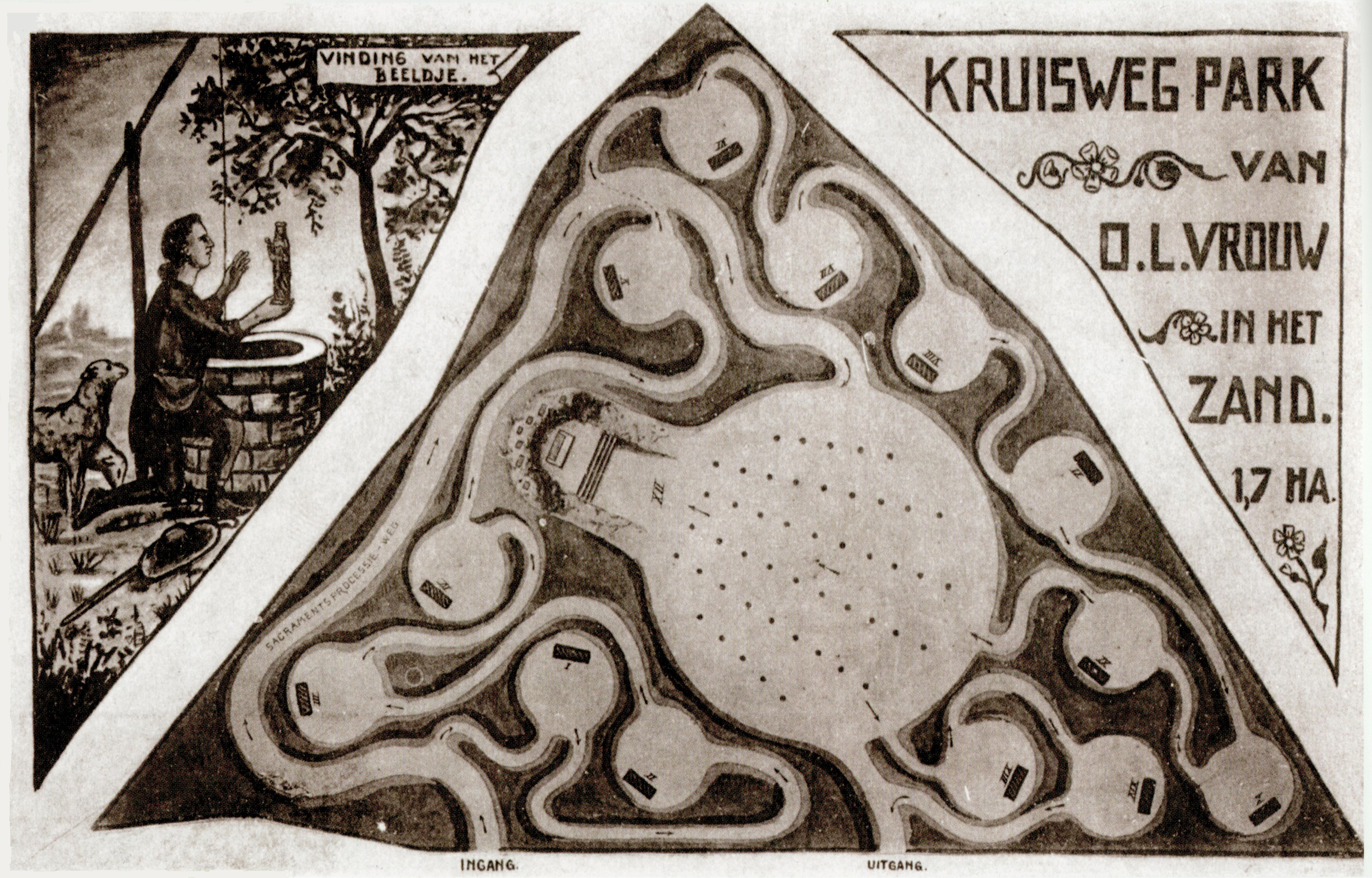
Ansichtkaart van het Kruiswegpark met plattegrond. Ca. 1935. Roermond, Gemeentearchief.

Op 1 november 1919 werd een begin gemaakt met de aanleg. De inrichting duurde enkele jaren. Het park werd mede gefinancierd uit de verkoop van aflaten en het houden van collectes. In 1919, 1920 en 1921 werd door de paters nog meer grond aangekocht in het Meggelkeskamp. Het uiteindelijke ontwerp werd gemaakt door een onbekende tuinarchitect uit Boskoop, die het ontwerp van Cuypers meer zwier gaf. Door alle kronkelweggetjes lijkt het park ook groter. De beplanting speelde ook een rol in de devotie. Deze was ‘Maria ter eere, want het is toch het Park van Maria!’, schreef een pater in Het Pelgrimsblad van 1 januari 1938. De oorspronkelijke beplanting was zeer divers. Dit komt omdat men de hele kwekerij van de failliete boomkweker Van der Bom uit Roosendaal kocht.
Voor de kruiswegstaties zelf schreef rector Reiring een prijsvraag uit, waarbij gevraagd werd een ontwerp voor de 6e statie (Veronica toont den doek waarin Jezus zijn heilig aanschijn heeft afgedrukt) te maken. Uit de vijf inzendingen kozen de juryleden, waaronder Pierre Cuypers, het ontwerp van Karel Lücker. Volgens de overlevering gebruikte hij mensen uit zijn omgeving als model voor verschillende figuren in de staties. Zo stonden zijn vrouw en dochters model voor de 8e statie (Jezus spreekt tot de wenende vrouwen), waarbij hij zichzelf afbeeldde als Romeinse soldaat.
De kapelletjes van Kunrader steen werden gaandeweg steeds soberder. Het kapelletje dat de 6e statie bevat is als eerste gebouwd en moet worden gezien als meesterproef op basis waarvan de opdrachtgever de rest van het werk gunde. Deze statie werd uitgevoerd met een natuurstenen dakrand. Alle volgende staties zijn om kosten te besparen uitgevoerd met betonnen dakrand.
De 6e statie werd op 15 maart 1920 geplaatst. Op 22 augustus 1920 vond de inwijding plaats. Tijdens de inwijding was ook de 1e statie (Jezus wordt ter dood veroordeeld) voltooid en waren drie beelden op de calvarieberg geplaatst. De eerstvolgende statie was de 4e statie (Jezus ontmoet zijne bedroefde moeder), die in maart 1922 werd geplaatst. De 13e statie werd voltooid voor 15 februari 1923 en de 5e voor 15 mei 1923. De 3e statie (Jezus valt de eerste maal onder het kruis) werd volgens de kloosterkroniek op 5 augustus 1923 voltooid; de 8e was toen nog in bewerking. De 2e en 14e statie werd voltooid in de loop van 1925, maar voor 29 juli, de 7e en 11e statie in 1927 en de 9e en 10e statie in 1928.

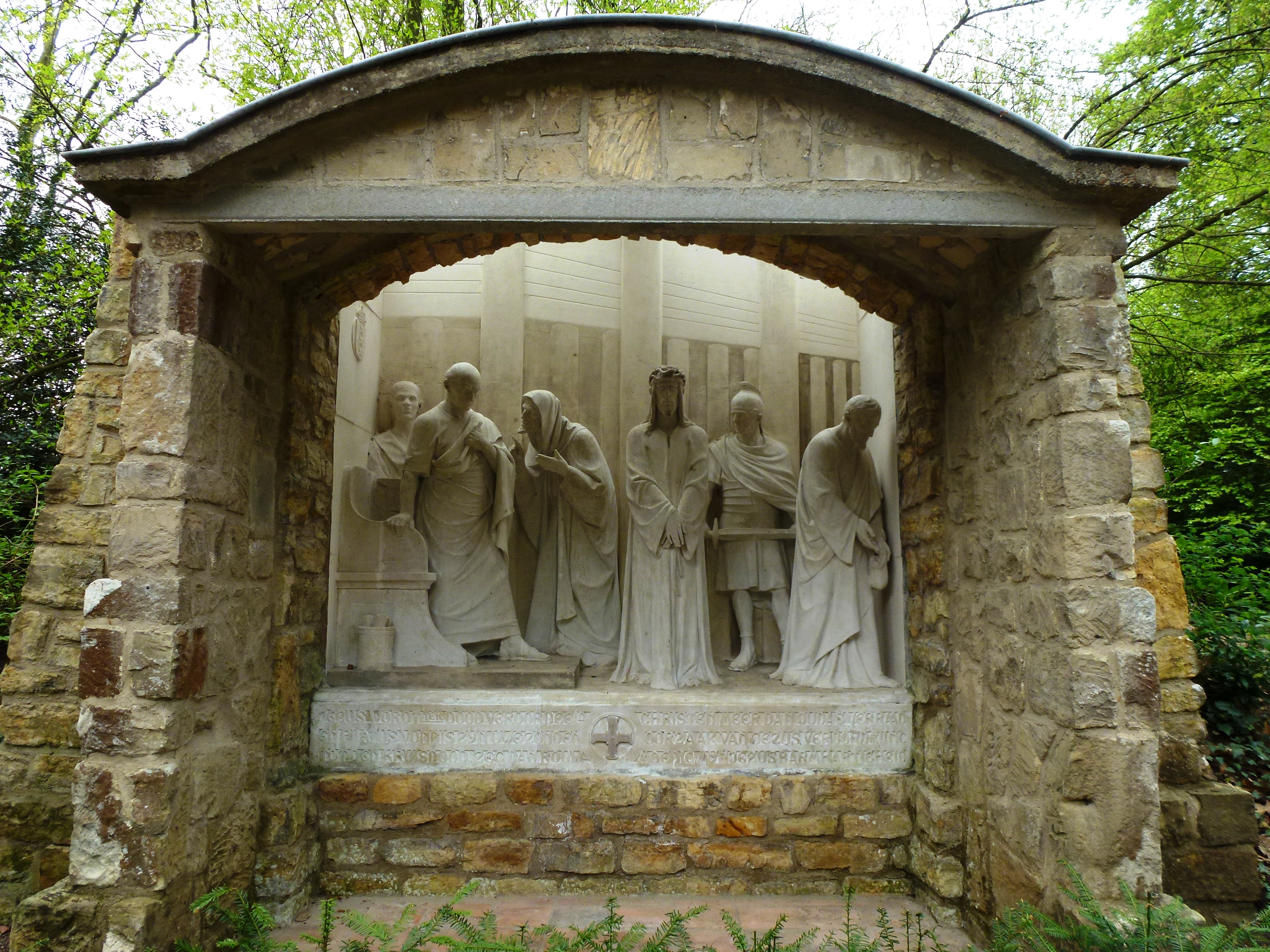
1. Jezus wordt ter dood veroordeeld. 1920.
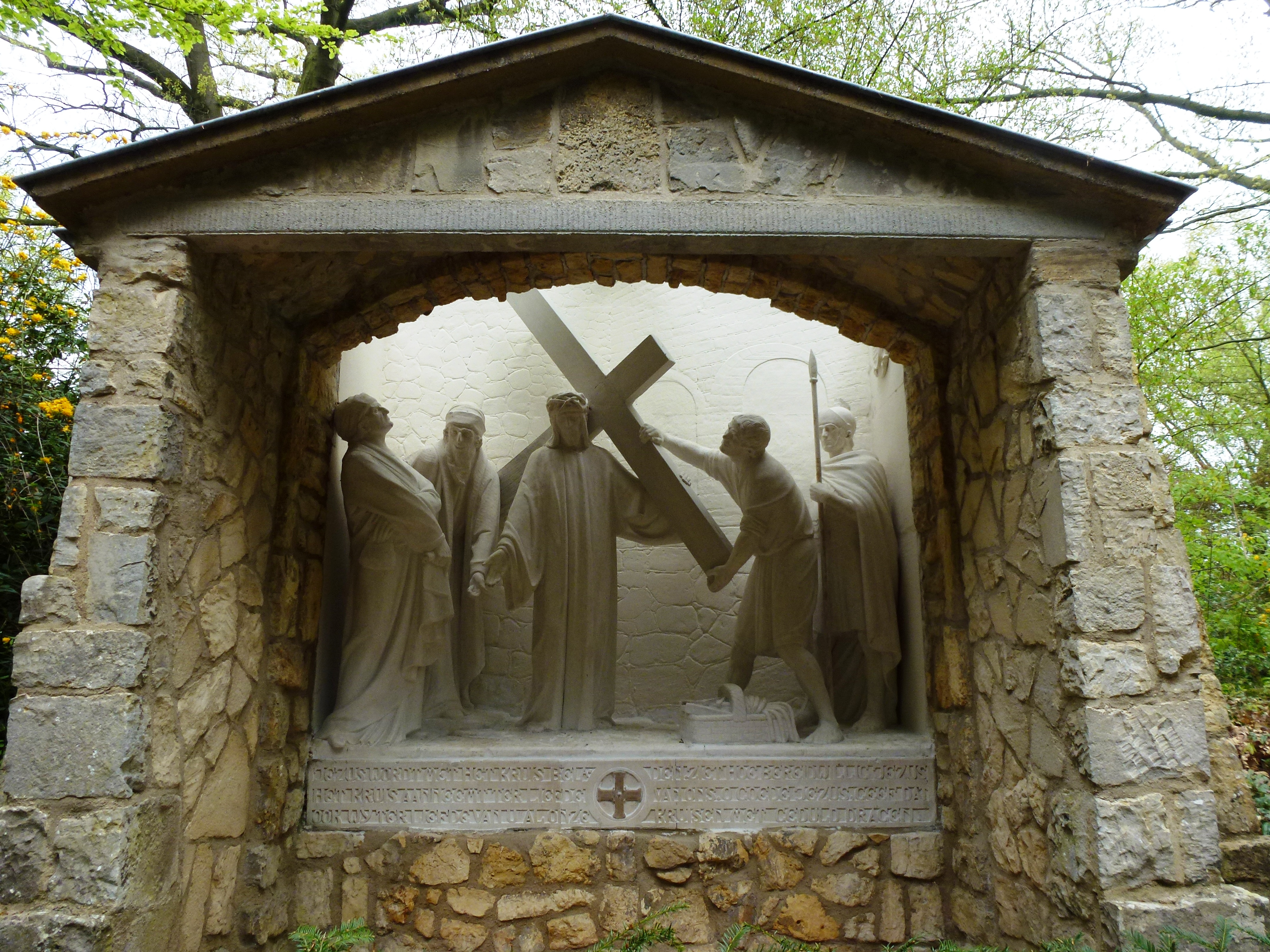
2. Jezus wordt met het kruis beladen. 1925.
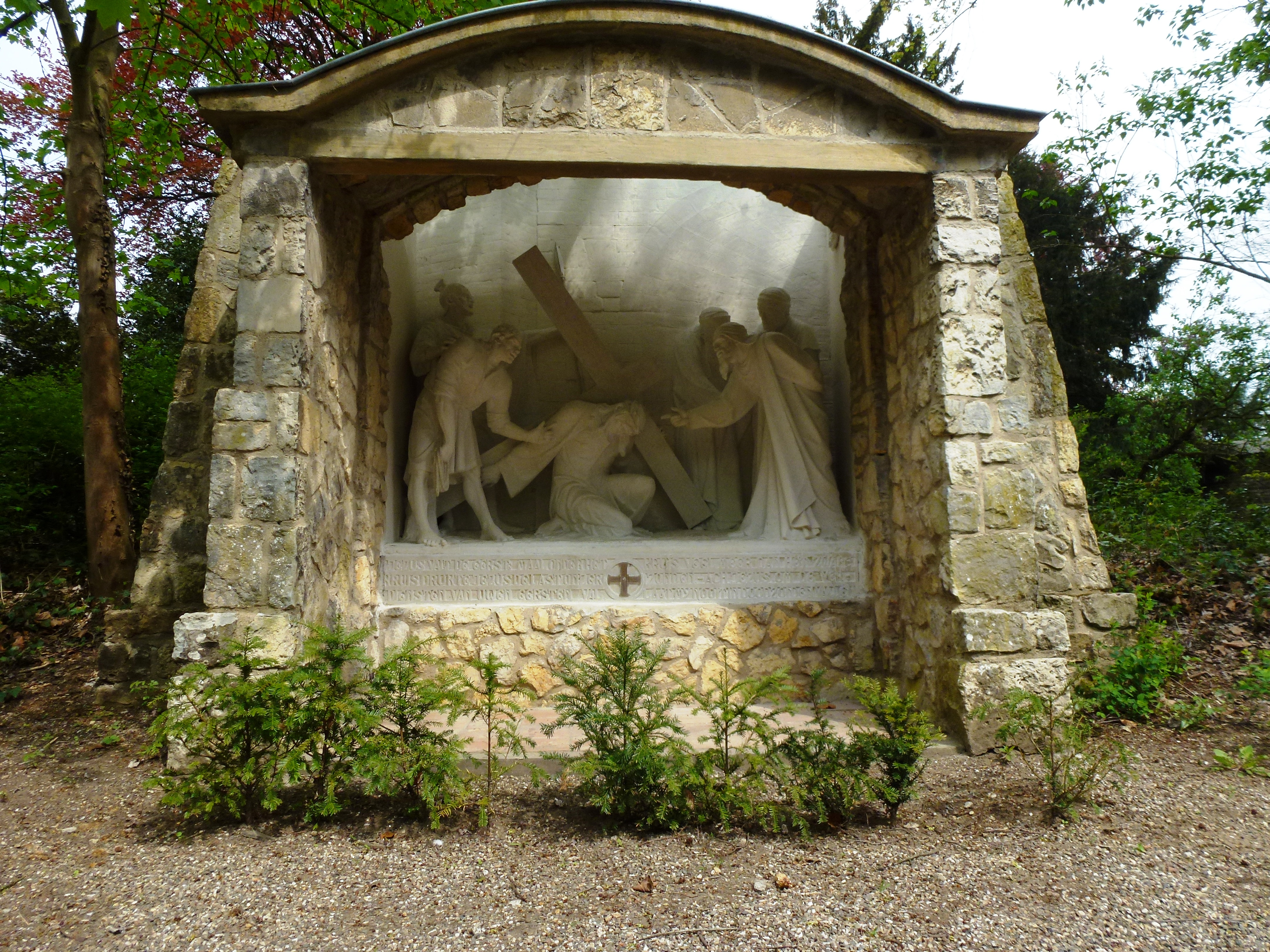
3. Jezus valt de eerste maal onder het kruis. 1923.
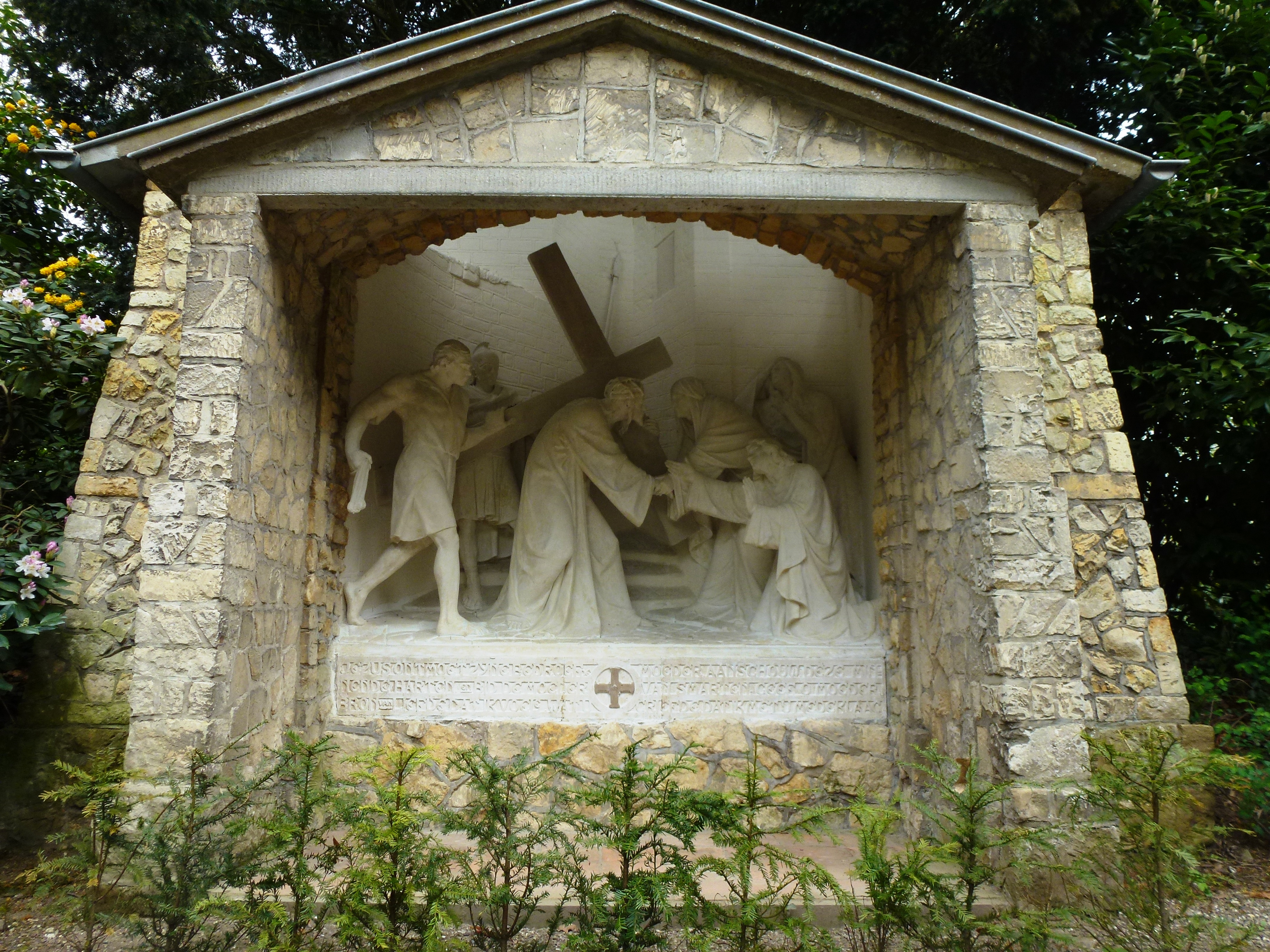
4. Jezus ontmoet zijne bedroefde moeder. 1922.
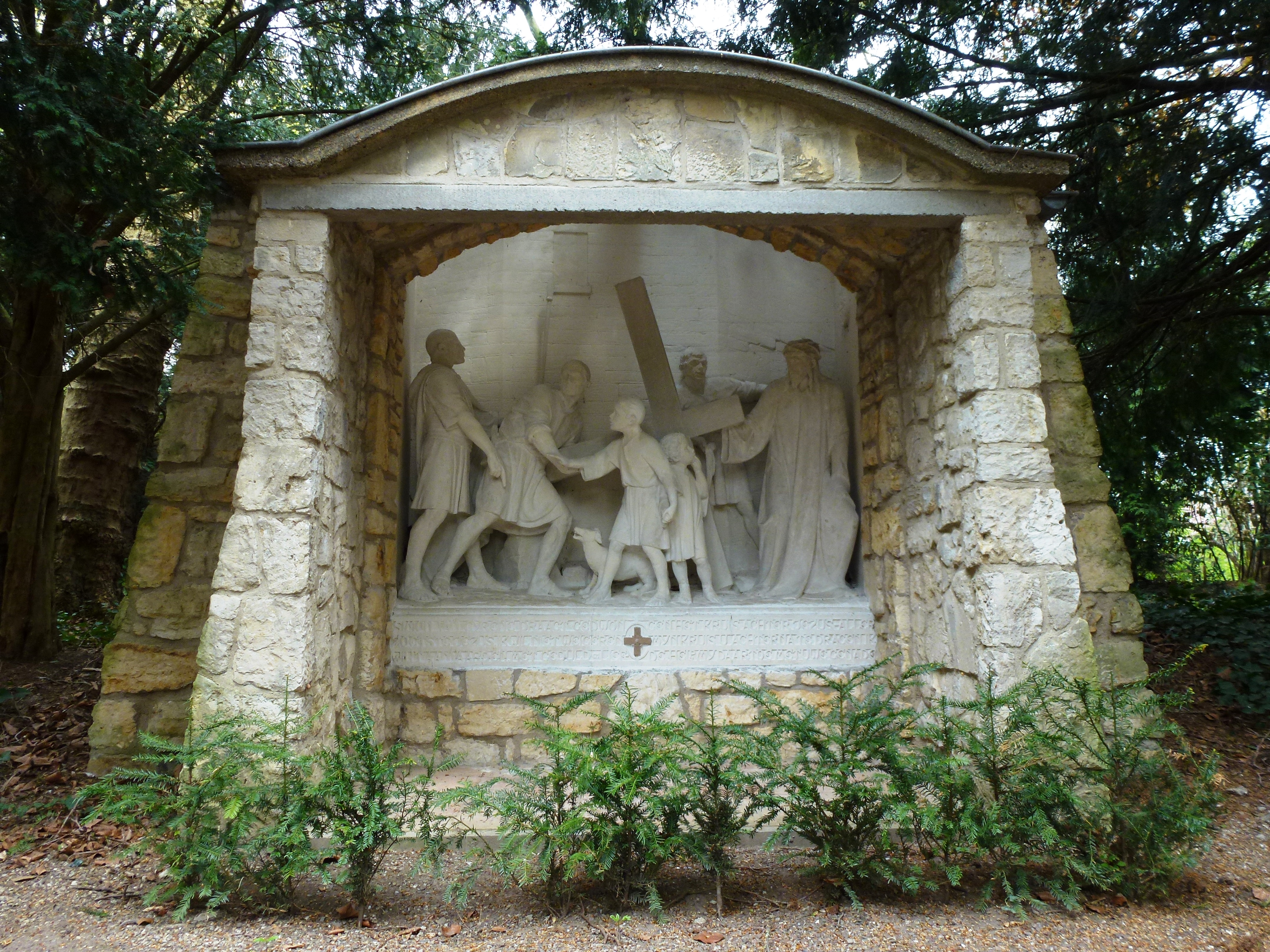
5. Simon van Cyrene draagt gedwongen het kruis achter Jezus. 1923.
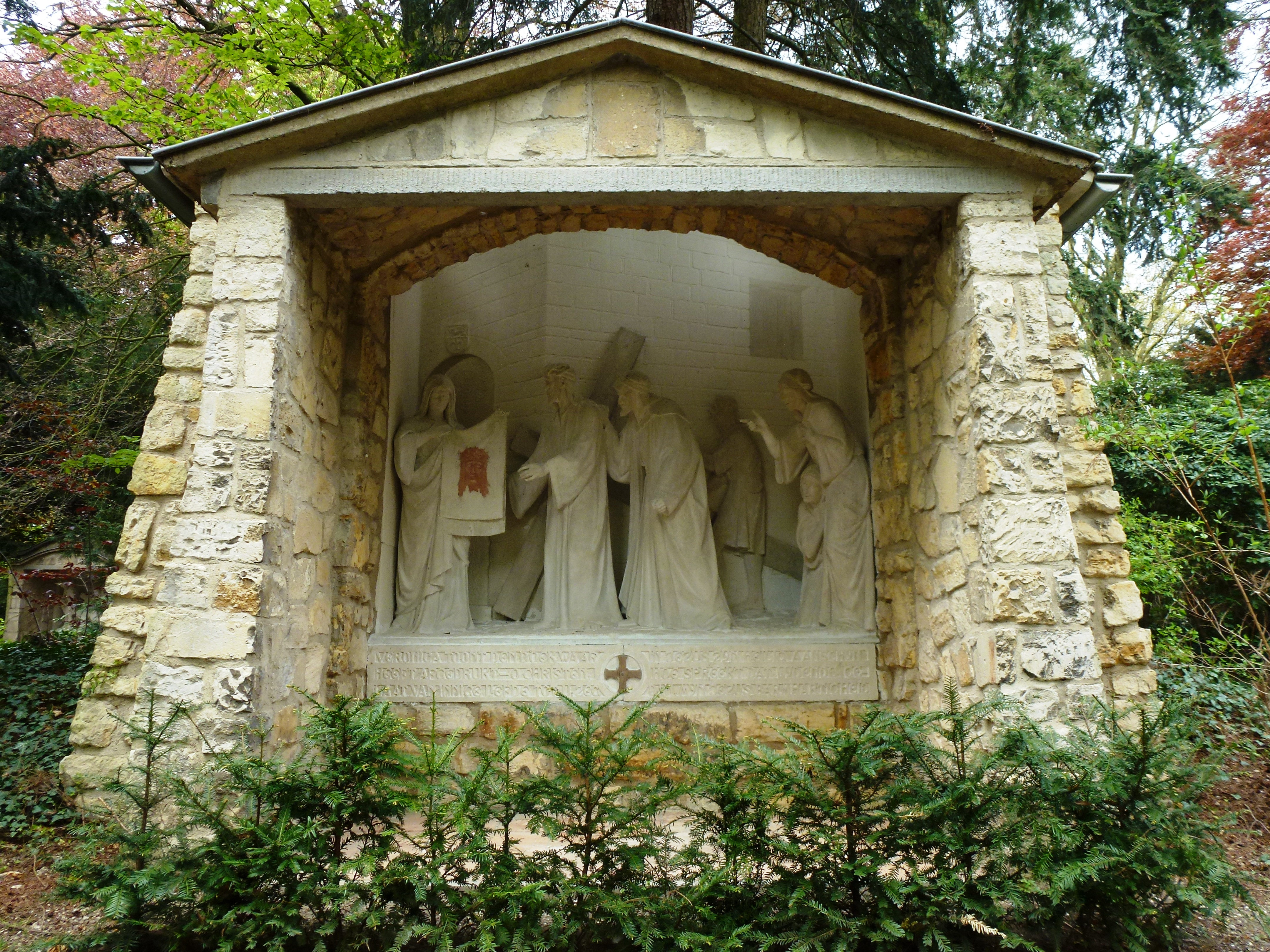
6. Veronica toont den doek waarin Jezus zijn heilig aanschijn heeft afgedrukt. 1920.
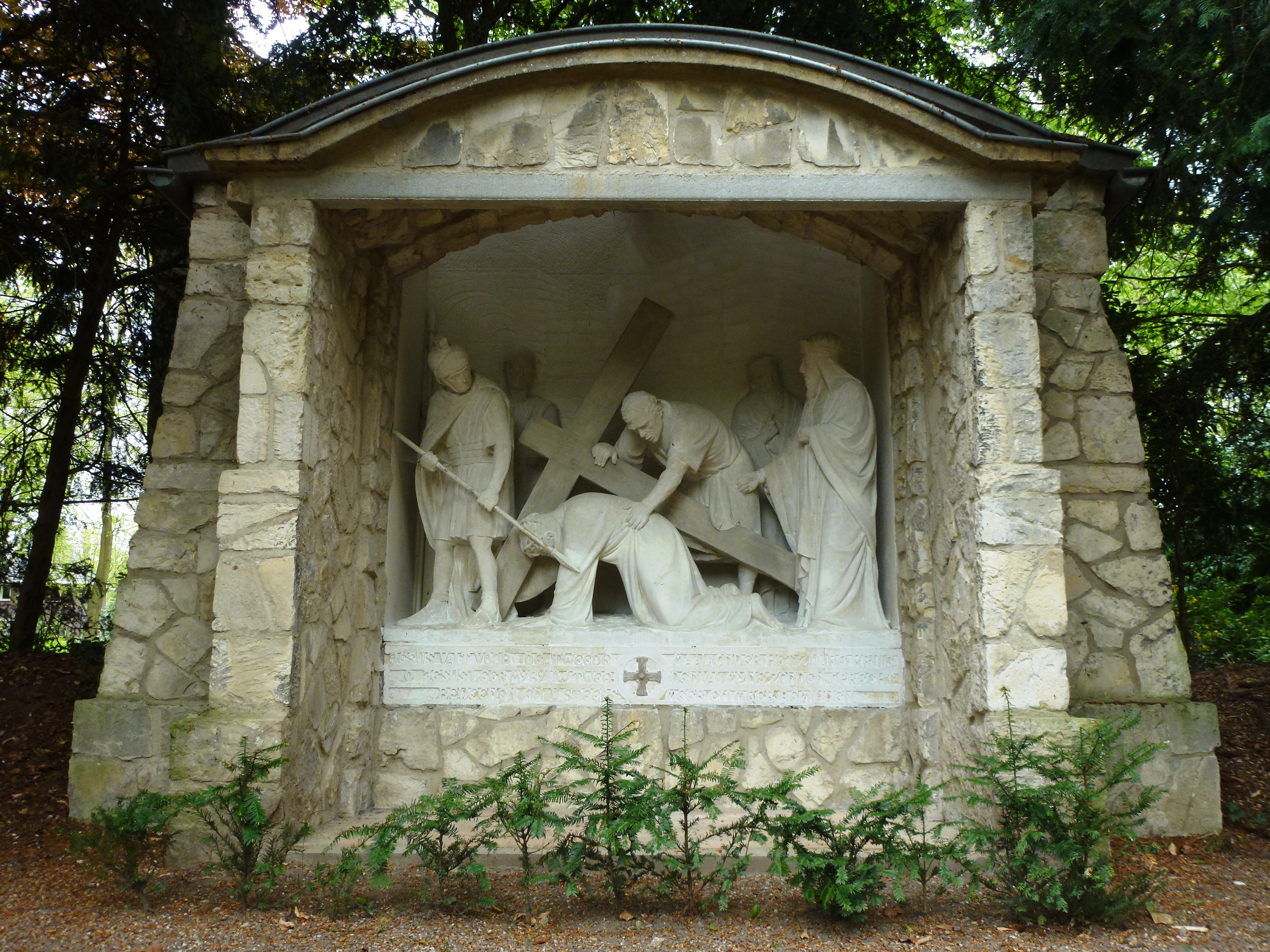
7. Jezus valt voor de tweede maal onder het zware kruis. 1927.
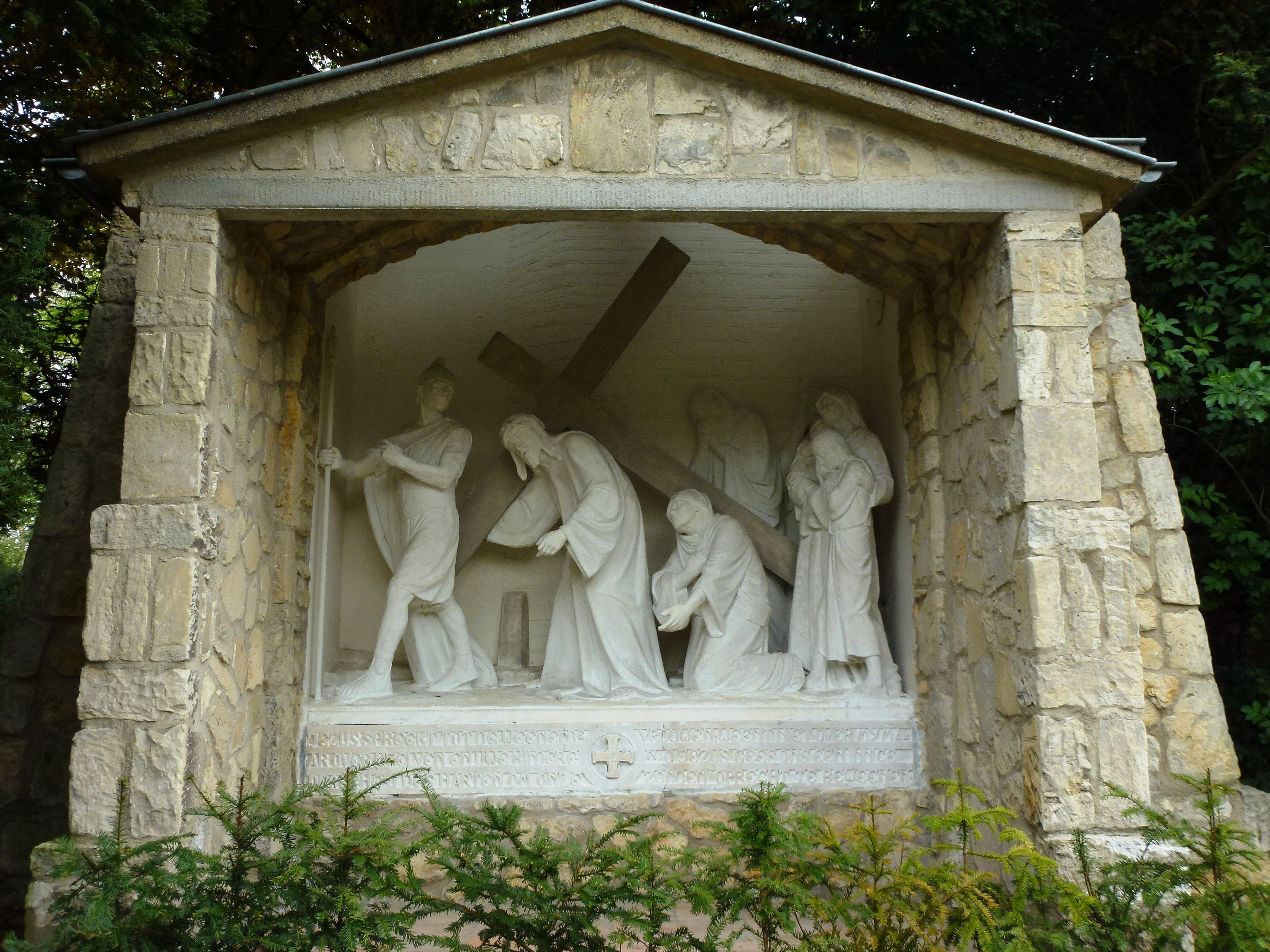
8. Jezus spreekt tot de wenende vrouwen. 1923.
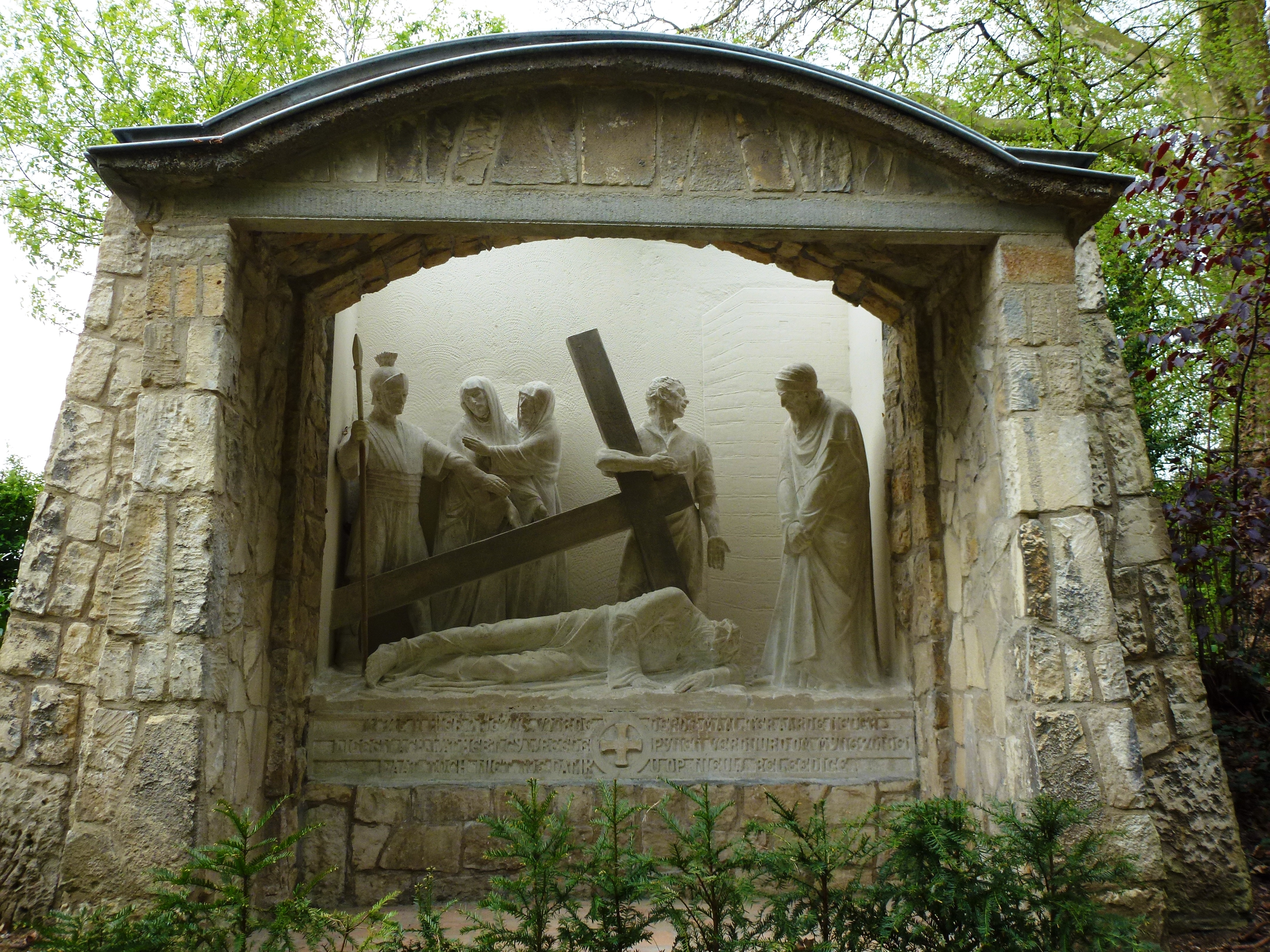
9. De derde val van Jezus onder het kruis. 1928.
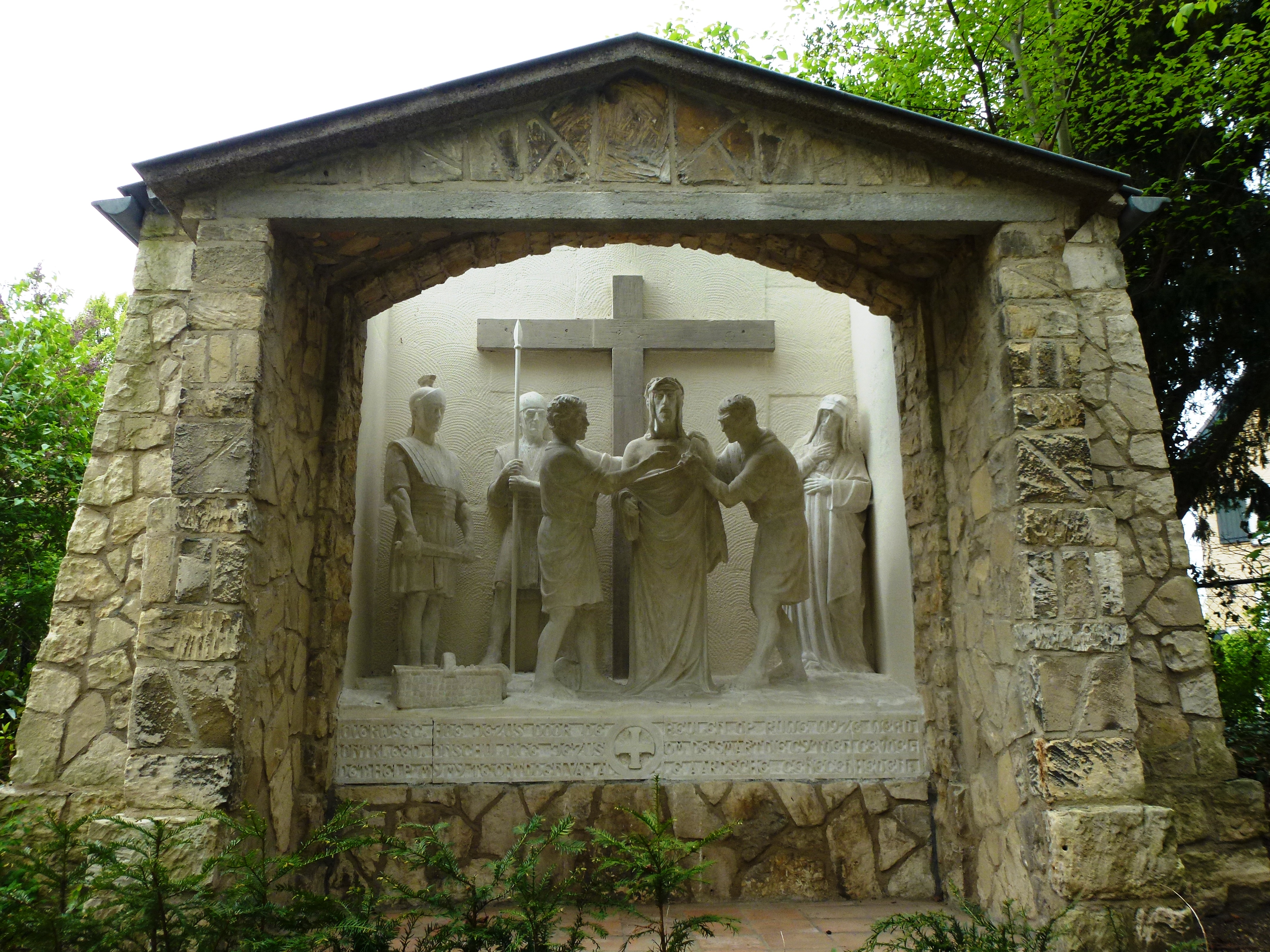
10. Overweeg, hoe Jezus door de beulen op ruwe wijze werd ontkleed. 1928.
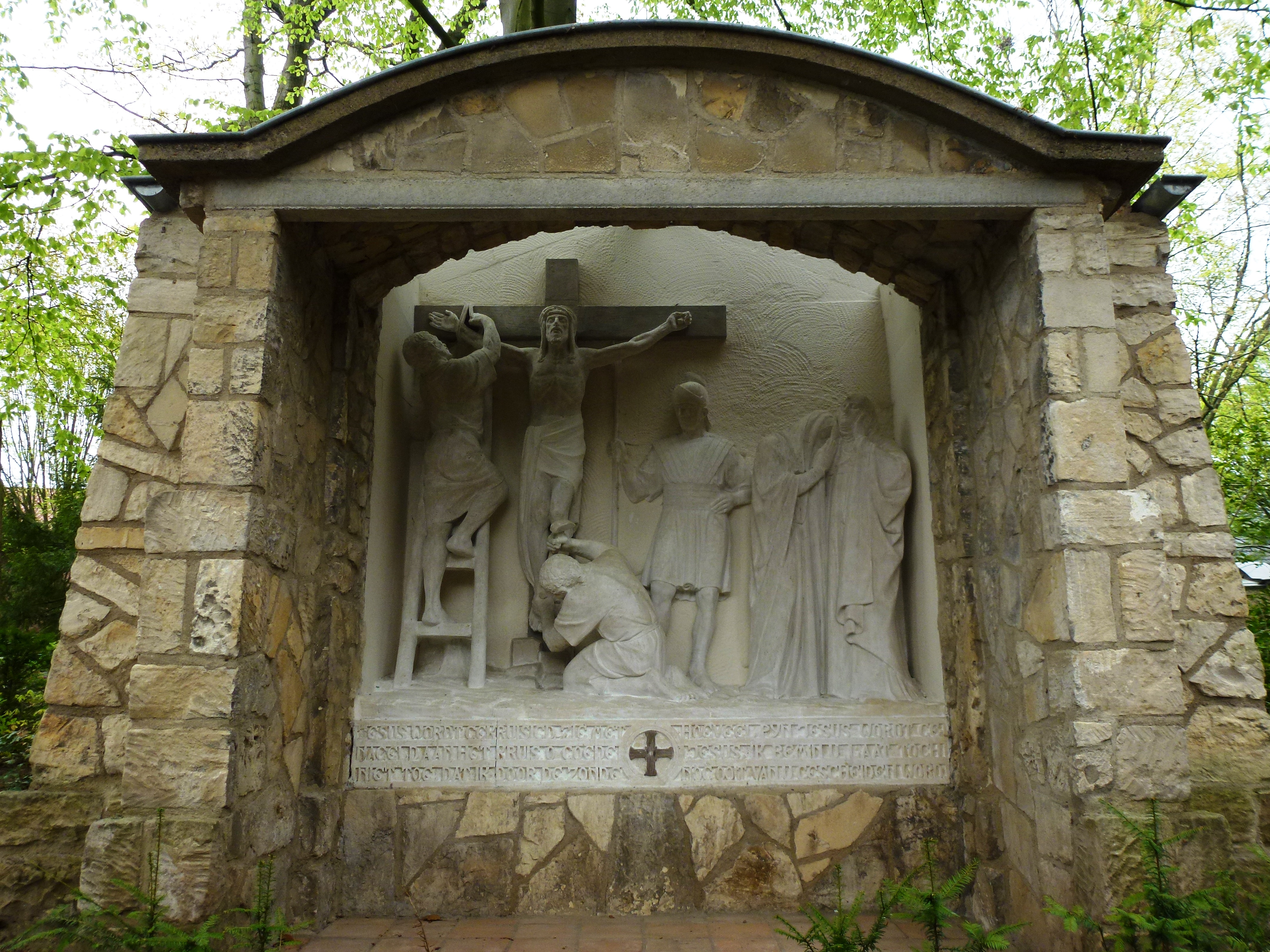
11. Jezus wordt gekruisigd. 1927.
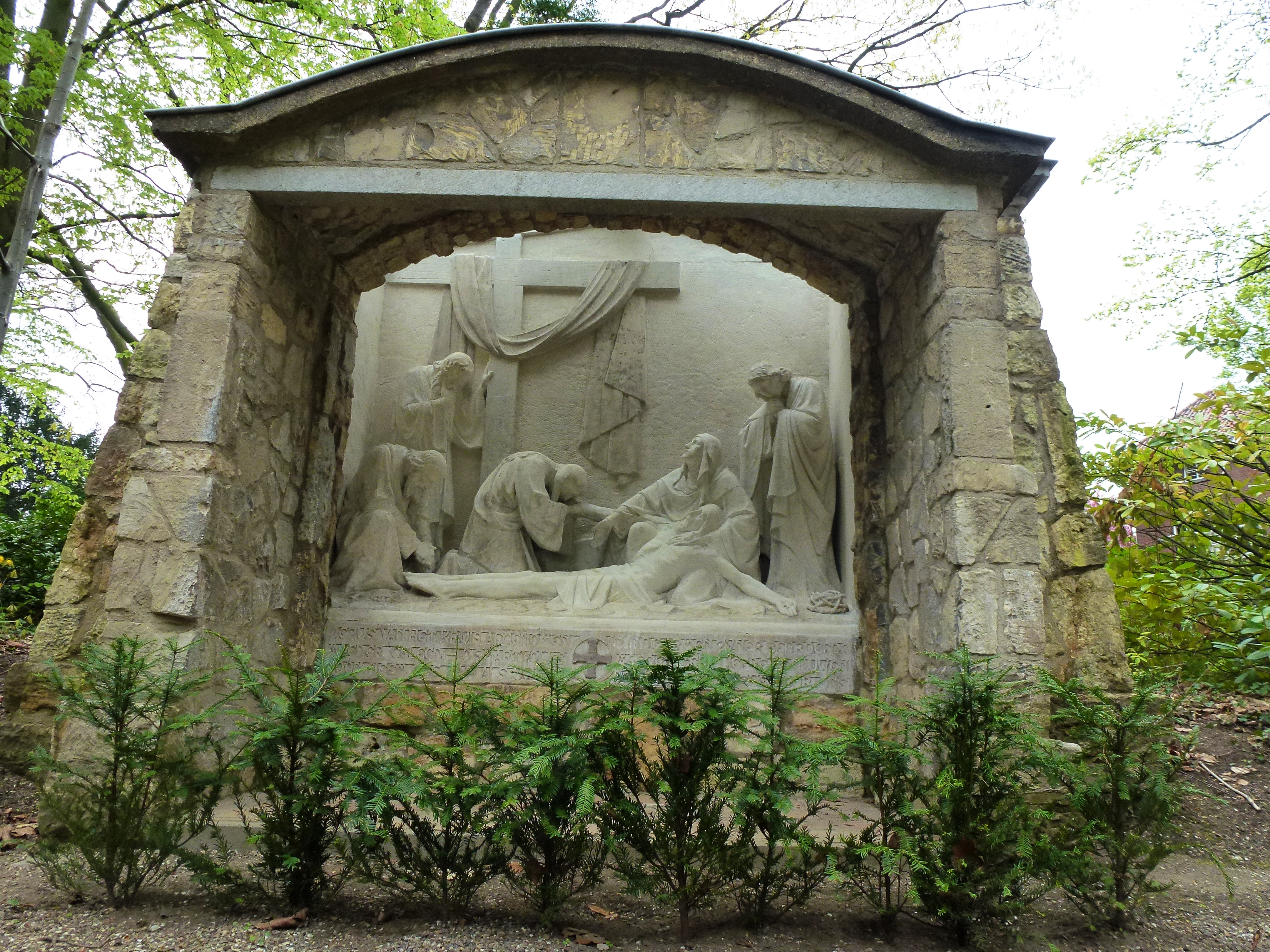
13. Jezus van het kruis afgenomen. 1923.
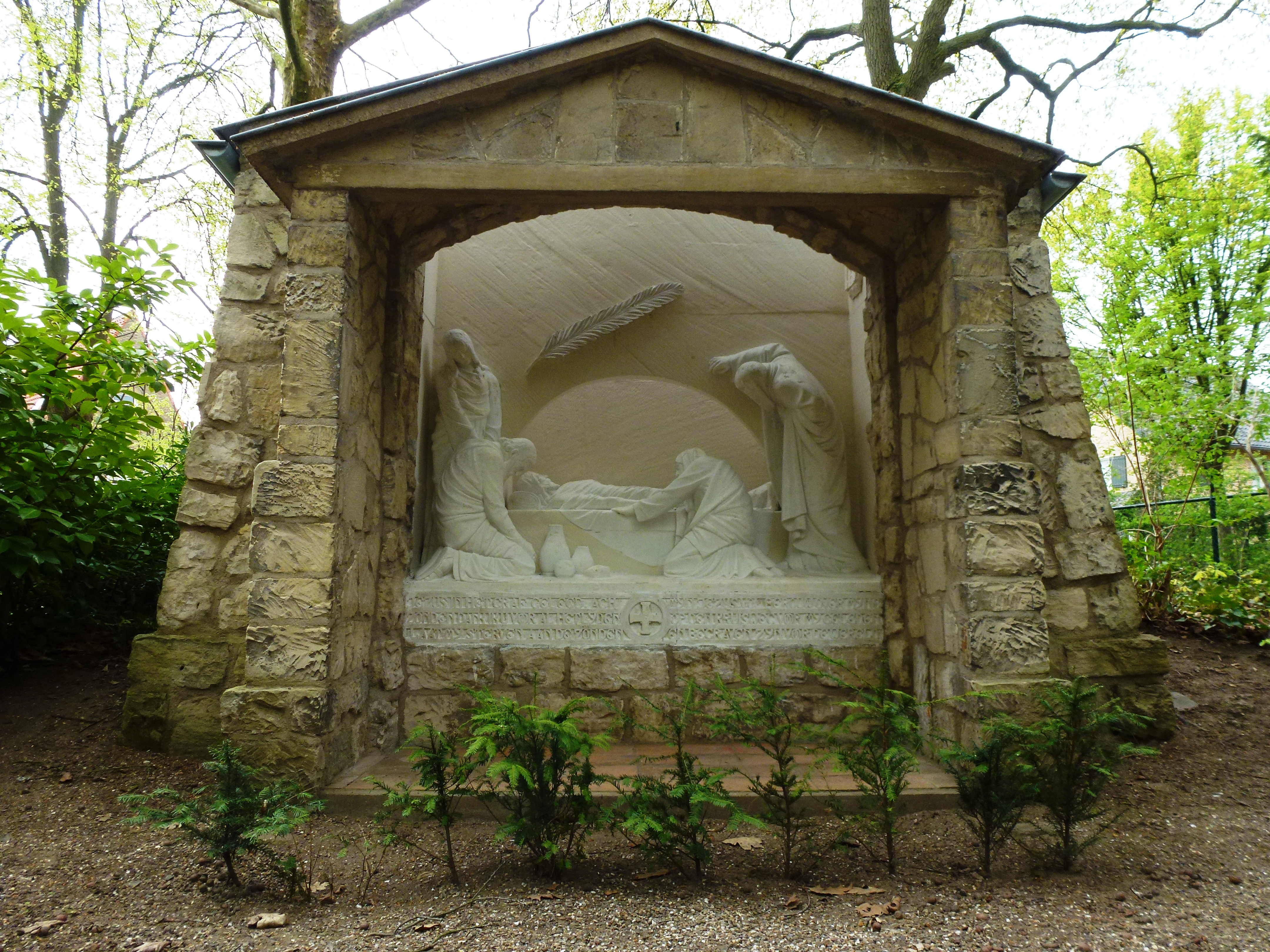
14. Jezus in het graf gelegd. 1925.

De beeldengroep op de calvarieberg werd gebeeldhouwd door Jean Geelen. Geelen begon zijn loopbaan net als Lücker bij Cuypers. De eerste drie figuren – Christus aan het kruis, Maria en Johannes – werden op 21 mei 1920 geplaatst. De groep werd daarna uitgebreid met een zittende Jeremia en Jesaja, waarvan de plaatsing wordt vermeld in De Volksmissionaris van 15 juni 1922. Kort daarna worden nog drie beelden geplaatst: een knielende Maria Magdalena, de Romeinse soldaat Longius en een hogepriester. In 1959 werd het houten kruis vervangen door een betonnen en werd het corpus gerestaureerd.

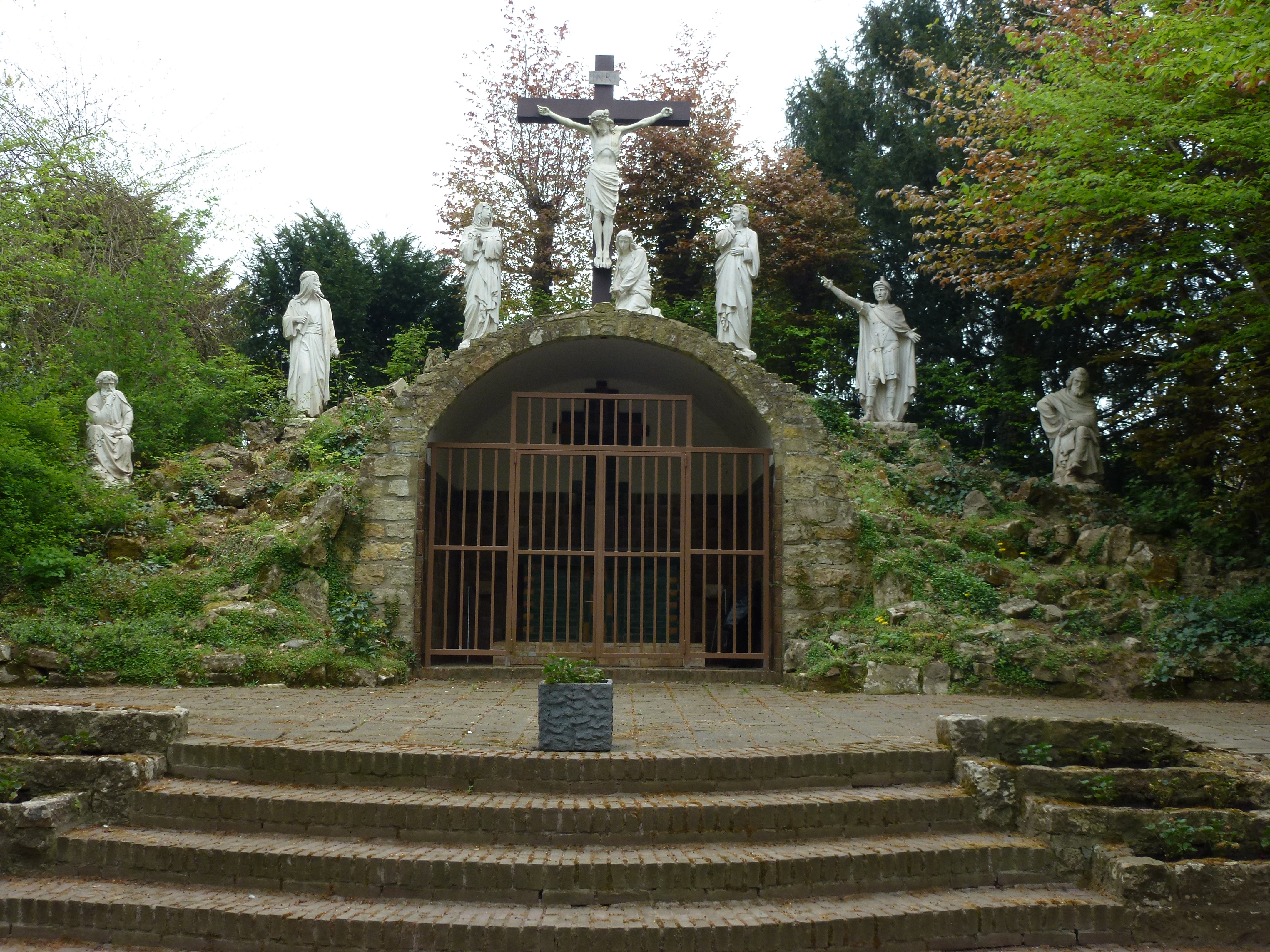
12. Calvarieberg. 1920-1922.

In de winter van 1926-1927 werd voor de Calvarieberg naar ontwerp van Lücker een grote halfronde altaarnis gebouwd voor het houden van openluchtmissen. Hierdoor kwam echter de beeldengroep buiten het zicht als met te dichtbij stond. Daarom werd in 1929 de beeldengroep iets naar voren gebracht en de berg verhoogd. In maart 1934 werd de preekstoel geplaatst en in 1935 werd een luidsprekerinstallatie aangelegd door de firma Philips.
Ook werd in het park een Hof van Olijven aangelegd, gebeeldhouwd door Theo Pieters, die vlak bij het klooster woonde en werkte. De beeldengroep werd in een grot geplaatst. Dit gebeurde ergens voor de zomer van 1921, toen ze werden vermeld door een ‘R.K. Vacantie-reiziger’. Omdat de grot een geliefde plek was voor stelletjes om alleen te zijn en vanwege bouwvalligheid, werd het werk in 1932 afgebroken. De beelden werden later verplaatst naar de kloosterhof, van waar ze spoorloos zijn verdwenen.
In 1929 werden de twee gietijzeren poorten geplaatst met in de linker poort de letters W[ees gegroet] M[aria] en in de rechter A[ve] M[aria].
Ter gelegenheid van het 500-jubileum van Onze Lieve Vrouw in 't Zand werden in 1934 aan de Processieweg acht zandstenen kapelletjes gebouwd. Voor deze kapelletjes schilderde Albin Windhausen van 1933 tot 1935 acht schilderijen die in de zomermaanden te zien zouden zijn. In de winter werden ze in een schuur naast het park opgeslagen. De schilderijen geven een overzicht van de belangrijkste gebeurtenissen uit de geschiedenis van de Kapel. Elk kapelletje is voorzien van een beschrijving van de voorstelling en de naam van de donateur. De kapelletjes, waarvan er in 1934 twee voltooid waren werden betaald uit giften van particulieren, inwoners van het rectoraat, de Mariaansche Broederschap en verschillende bedevaarten. Het geheel diende ter vervanging van een aantal oude schilderijen, die voor het jubileum van 1885 waren gemaakt ter versiering van de Kapellerlaan en die na afloop van de feestelijkheden als 'stoffering' werden gebruikt in de kloostertuin en het kruiswegpark.

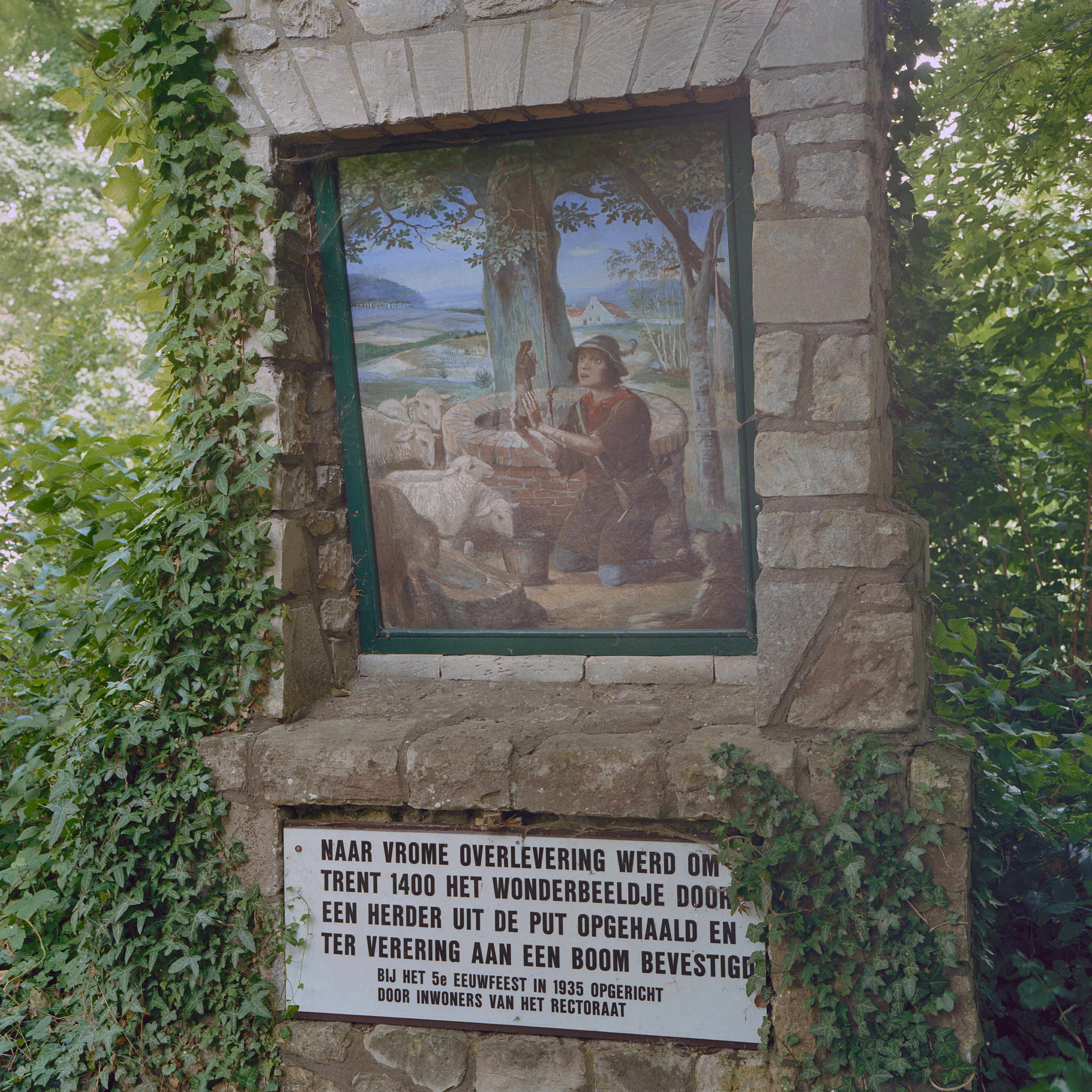
Vondst van het Mariabeeld in een put door herder Wendelinus. 1935. Olieverf op doek bevestigd op multiplex. 104 × 84,3 cm. In situ, Kruiwegpark.
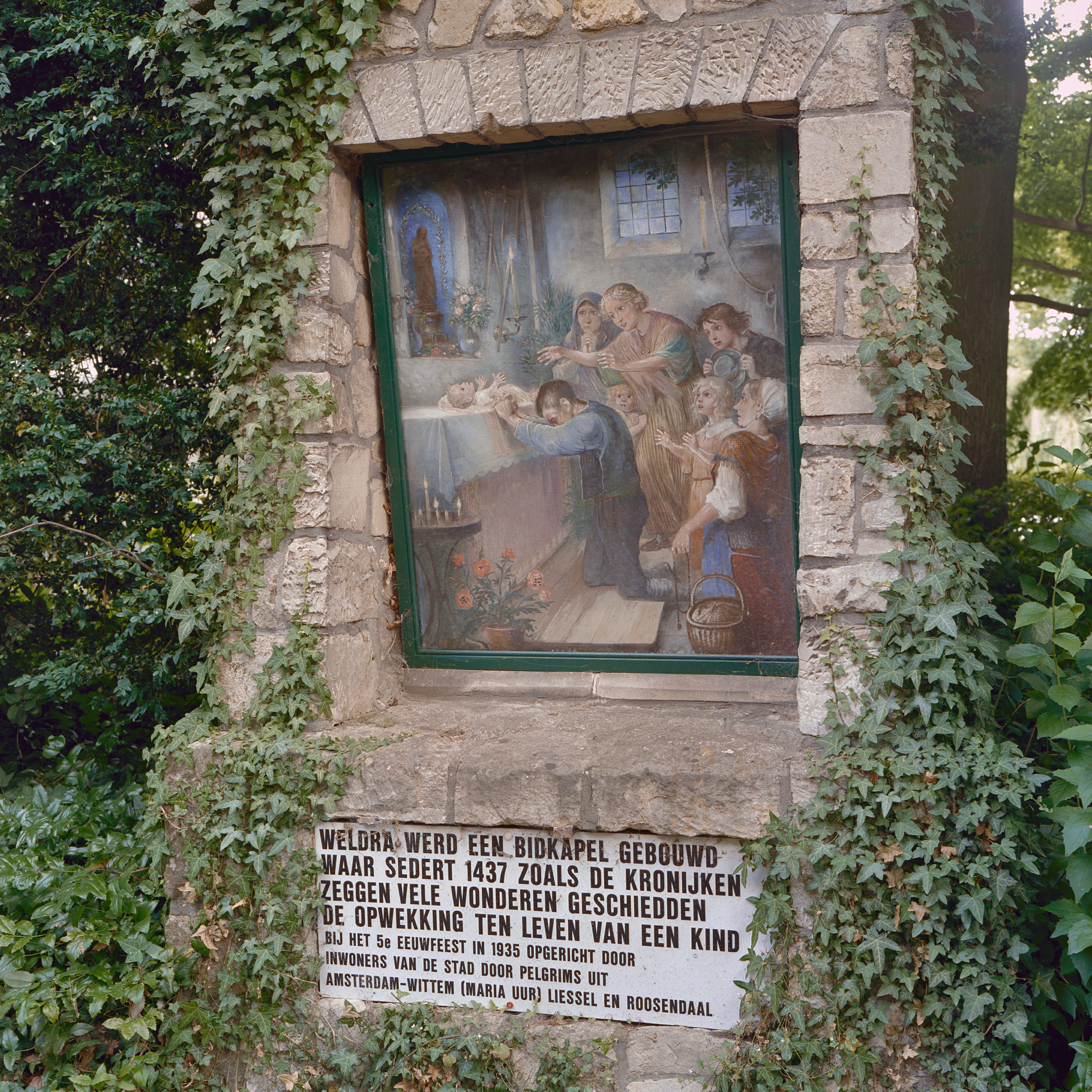
Een overleden kind wordt tot leven gewekt. Ca. 1935. Olieverf op doek bevestigd op multiplex. 105 × 85 cm. In situ, Kruiswegpark.
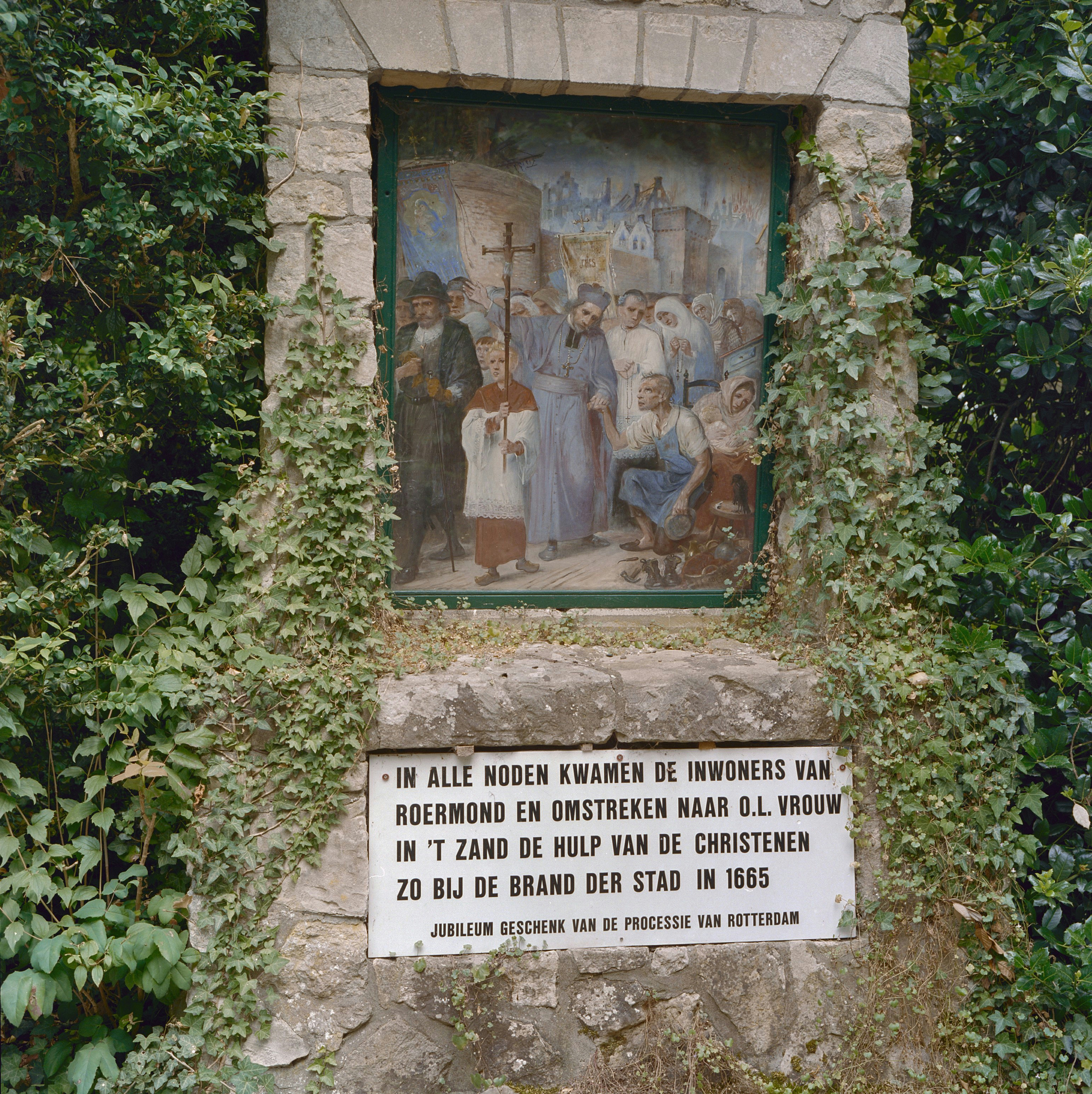
Stadsbrand van Roermond in 1665. Ca. 1935. Olieverf op doek bevestigd op triplex. 104,8 × 84 cm. In situ, Kruiswegpark.
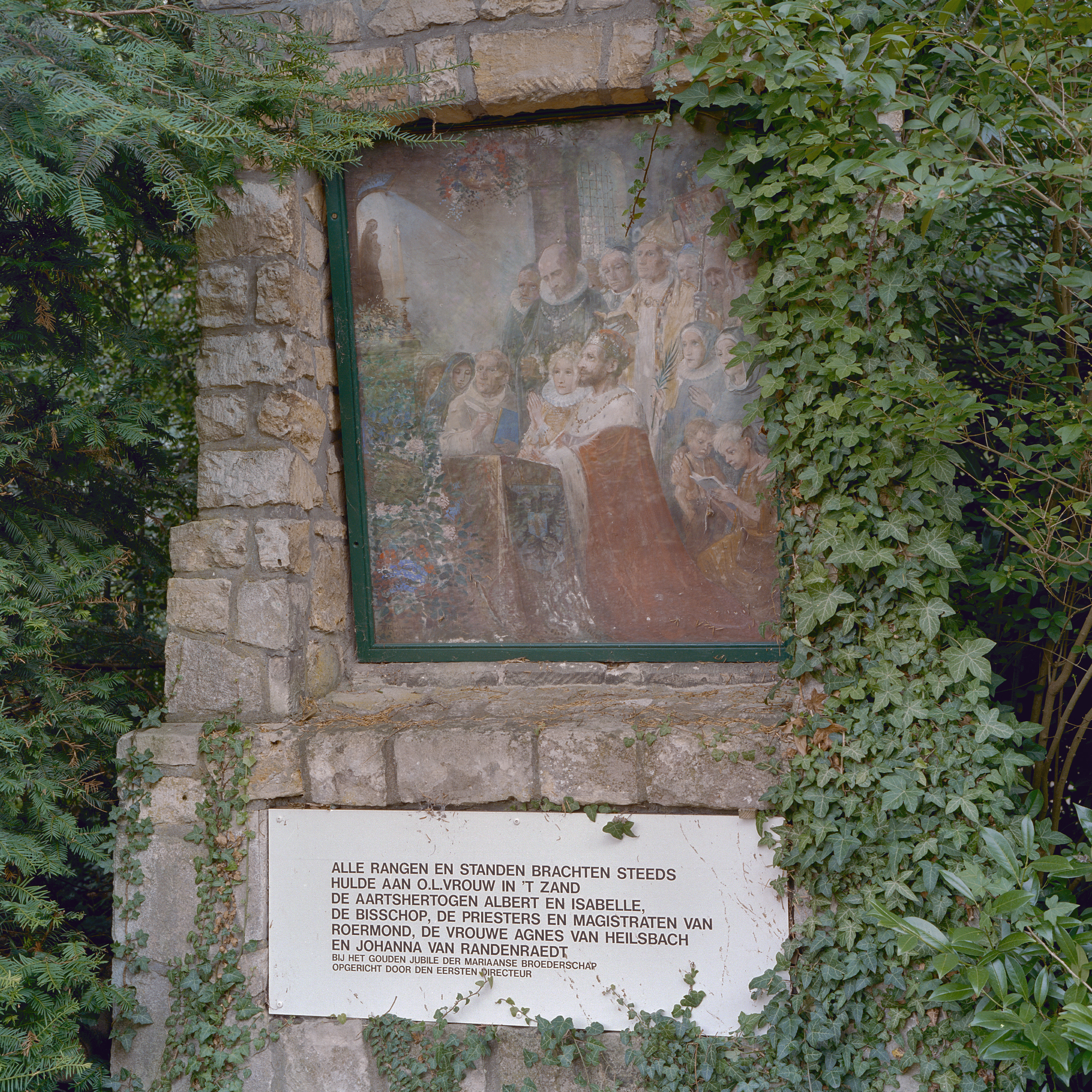
Alle rangen en standen betuigen hulde aan het Mariabeeld. 1933-1934. Olieverf op papier, geplakt op 4-laagsmultiplex. 107,5 × 87,5 cm. In situ, Kruiswegpark.
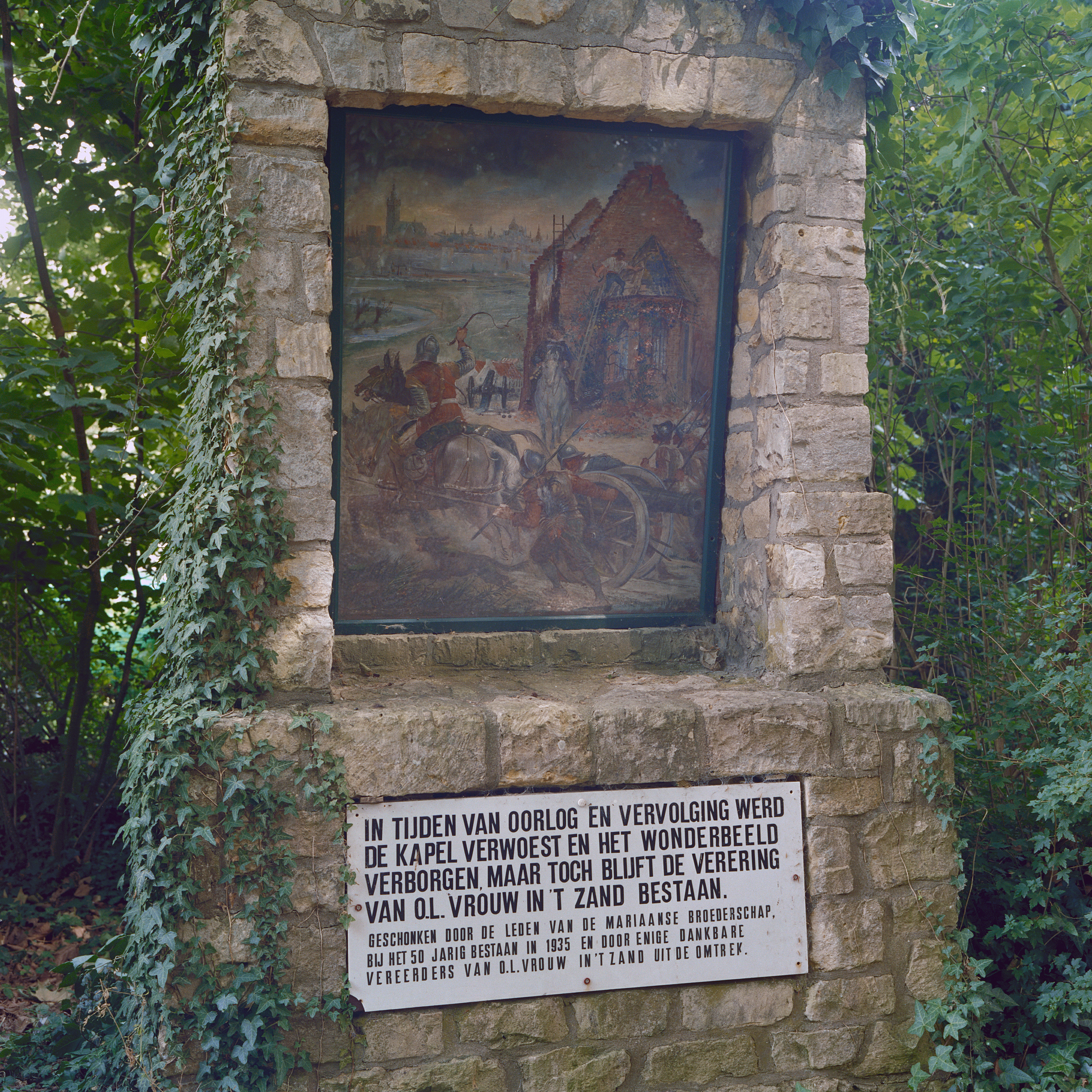
Verwoesting van de kapel. Ca. 1935. Verf op doek, bevestigd op multiplex. 107 × 85 cm. In situ, Kruiswegpark.
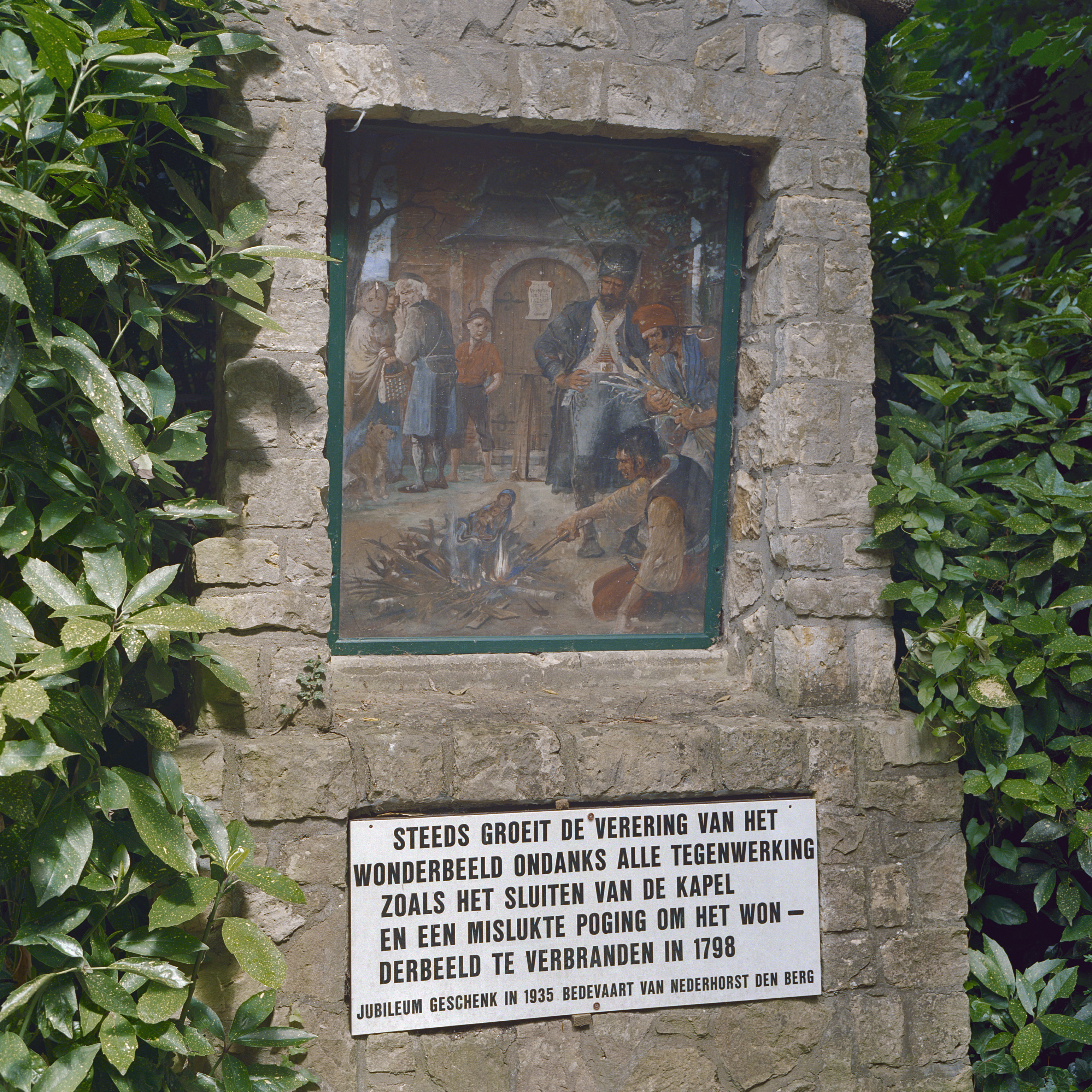
Vergeefse poging om het Mariabeeld te verbranden. 1935. Verf op doek, bevestigd op 5-laagsmultiplex. 107 × 85 cm. In situ, Kruiswegpark.
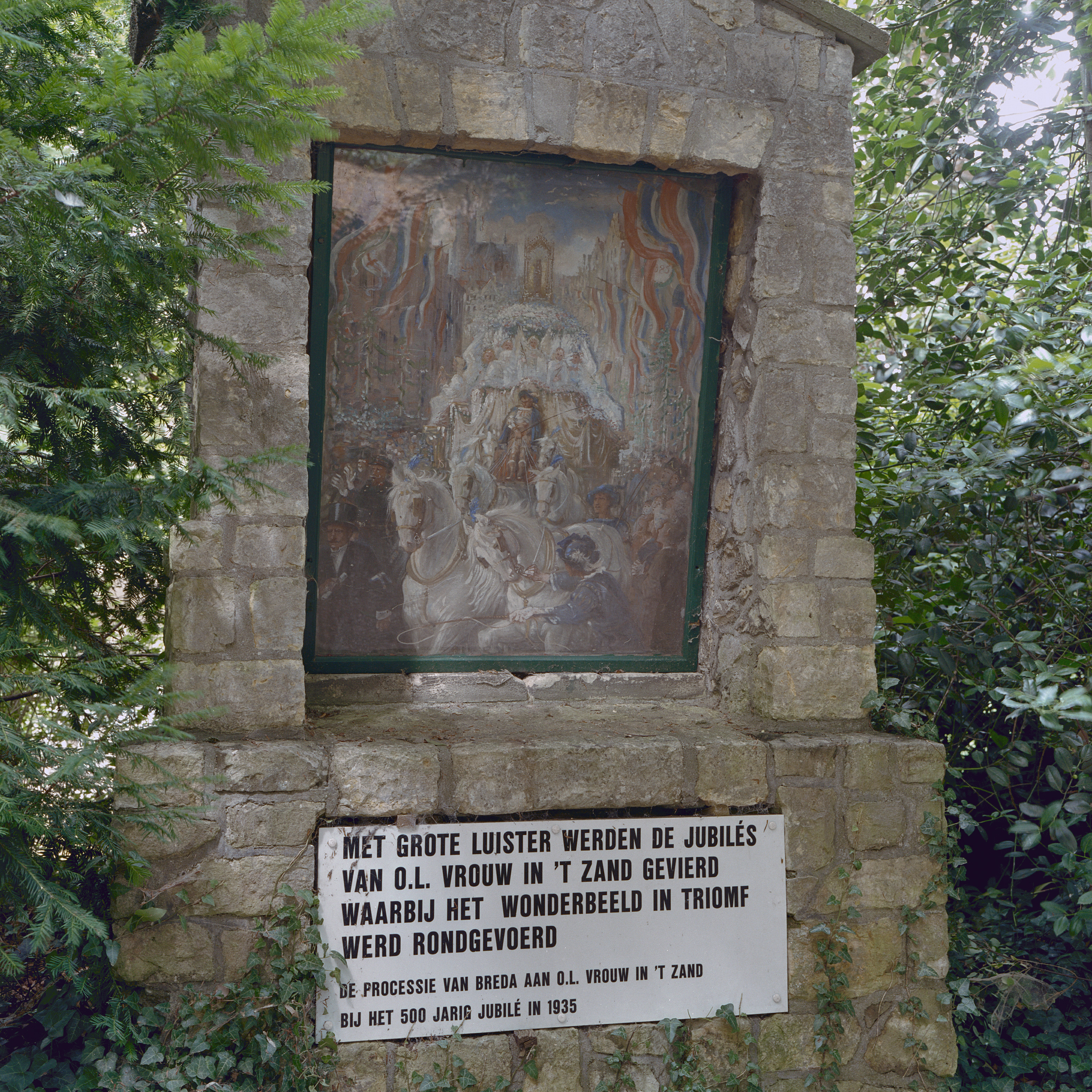
Triomftocht van het beeld door Roermond. 1935. Verf op doek, bevestigd op multiplex. 107 × 84,5 cm. In situ, Kruiswegpark.
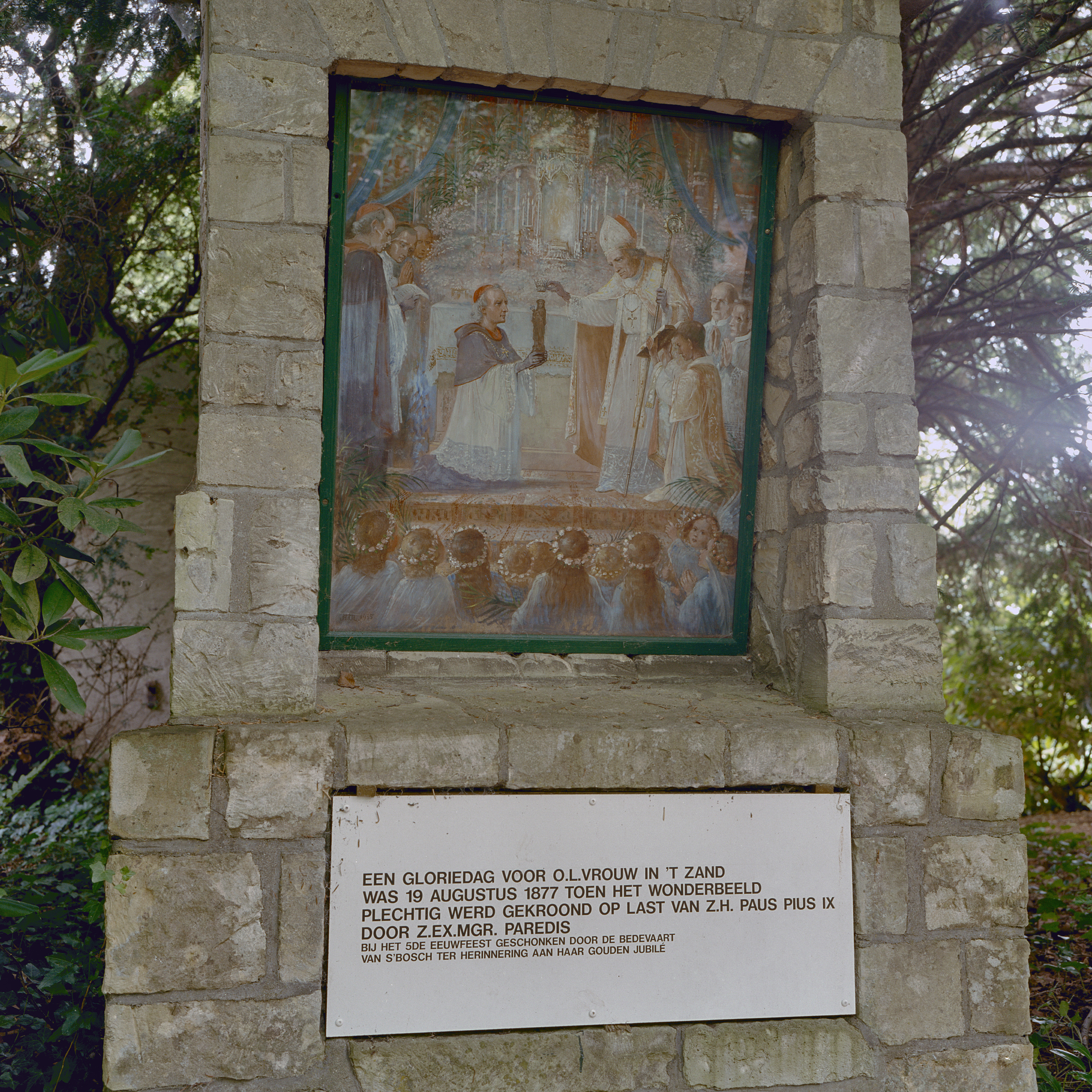
Kroning van het Mariabeeld. 1935. Olieverf op multiplex. 106 × 86 cm. In situ, Kruiswegpark.

In 2002 kreeg het Kruiswegpark samen met de kapel en het klooster de status van rijksmonument. Op 4 mei 2004 werd de Stichting Kruiswegpark opgericht, die op 7 januari 2005 eigenaar werd van het park.

## Restauraties

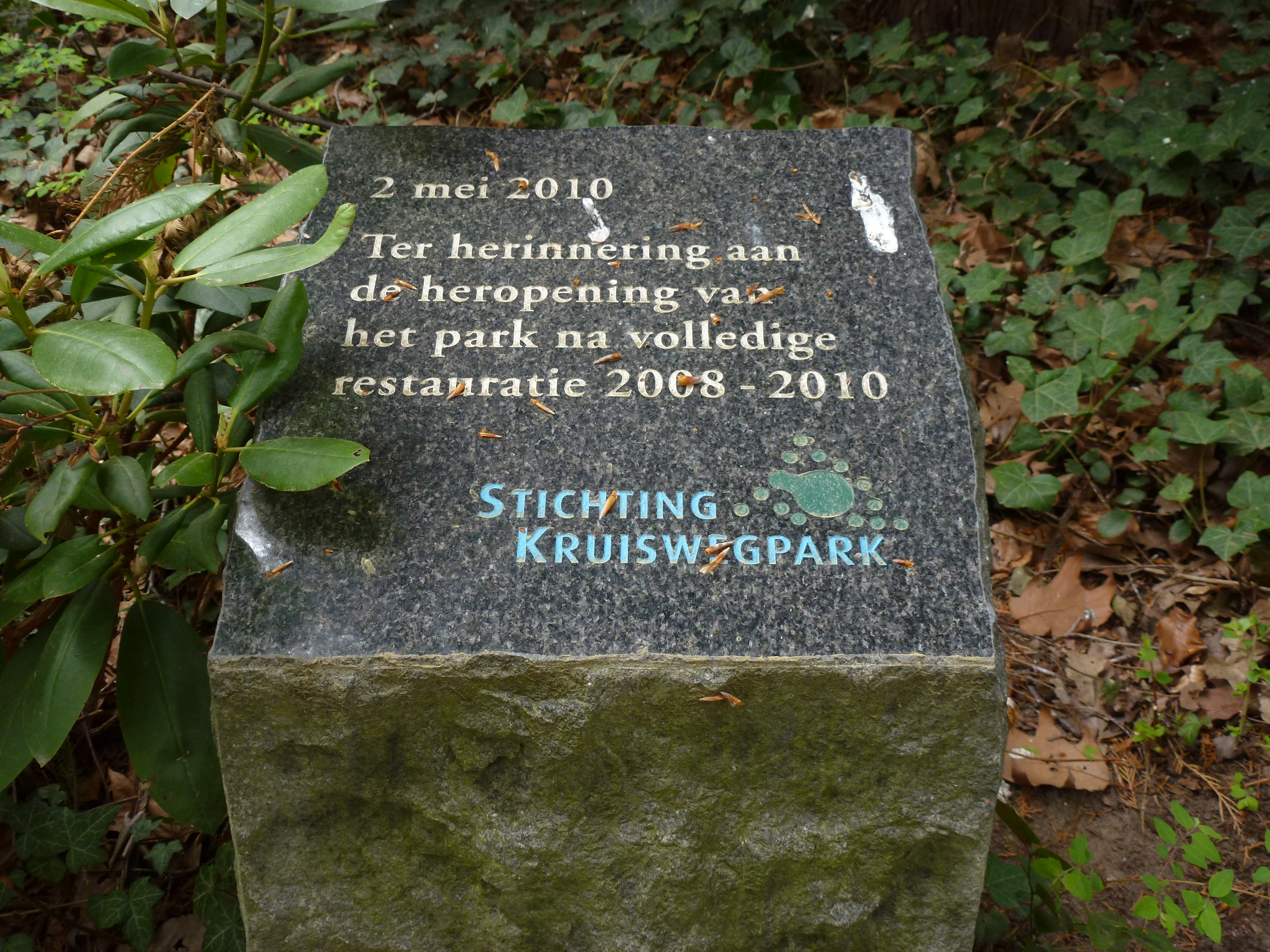
Plaquette ter herinnering aan de heropening van het park na de restauratie van 2008-2010.

Tijdens een luchtaanval op het spoorwegemplacement op 11 november 1944 werd de 7e statie helemaal vernield en werden twee andere staties ‘zeer zwaar’ en licht beschadigd. Het herstel van deze schade werd uitgevoerd door Karel Lücker en zijn zoon Jan en werd voltooid in 1949.
Van 1978 tot 1979 werd het kruiswegpark opgeknapt na jaren van verwaarlozing en vele vernielingen. De staties werden gerestaureerd door Atelier St. Joris uit Beesel. Deze restauratie werd wegens geldgebrek echter niet erg deskundig uitgevoerd. Zo werden de beeldengroepen simpelweg opgelapt door ze wit te verven.
De kruiswegstaties werden tussen 2008 en 2010 in opdracht van de Stichting Kruiswegpark gerestaureerd. Hiervoor maakte architect Hans Coppen een restauratieplan. De restauratie zelf werd uitgevoerd door beeldhouwer en restaurateur Armand Mathijs uit Geleen. Mathijs ontving de opdracht in september 2009. Om de constructie van de kapelletjes te onderzoeken werd de 13e statie 'ontmanteld'. De restauratie bestond onder andere uit het verwijderen van eerder aangebrachte verflagen. Deze werden verwijderd door middel van de droogijsmethode. Hierdoor werden veel details, zoals de pupillen in de ogen van sommige beelden, weer zichtbaar.
De beeldengroep op de calvarieberg werd vanaf de zomer van 2008 gerestaureerd door beeldhouwer Dick van Wijk uit Roermond. Bij de restauratie bleek dat het corpus bijna doormidden was gebroken als gevolg van roestvorming van de borgpen.
Verder gaf de Stichting Kruiswegpark in juli 2008 op advies van de Stichting Windhausen Erfgoed Edwina Brinckmann-Rouffaer de opdracht de acht schilderijen van Albin Windhausen te restaureren. Brinckmann-Rouffaer voltooide dit werk eind 2009. Na de restauratie werden de schilderijen overgebracht naar het Historiehuis. In mei 2010 werden fotografische reproducties op ware grootte geplaatst in de kapelletjes.